# 恋をするなら (ビートルズの曲)
「恋をするなら」（こいをするなら、原題 : If I Needed Someone）は、ビートルズの楽曲である。イギリスでは1965年に発売された6作目のイギリス盤公式オリジナル・アルバム『ラバー・ソウル』に収録され、アメリカでは1966年に発売されたキャピトル編集盤『イエスタデイ・アンド・トゥデイ』に収録された。作詞作曲はジョージ・ハリスンで、作曲の面ではバーズの影響を受けていて、音楽評論家からは肯定的な評価を得ている。
本作は翌年にハリスンの妻となったパティ・ボイドに向けて書かれた楽曲で、3声のハーモニーとリッケンバッカー・360/12で演奏されたギター・パートが特徴となっている。『ラバー・ソウル』発売後に行なわれたイギリスツアーで演奏され、ビートルズのライブで演奏された唯一のハリスンの作品となった。
『ラバー・ソウル』と同日にホリーズによるカバー・バージョンが発売され、全英シングルチャートで最高位20位を記録したが、ハリスンはホリーズによるカバー・バージョンに対して否定的な評価をしている。後にステンドグラスやザ・キングスメンらによってカバーされ、ハリスンも1991年にエリック・クラプトンと行なった日本公演で演奏している。

## 背景・曲の構成
ハリスンのインドの伝統音楽への関心の反映に加え、「恋をするなら」はバーズの影響を受けた楽曲となっている。バースは、1964年に公開されたビートルズ主演の映画『ハード・デイズ・ナイト』に触発され、自分たちの音楽に対してビートルズの演奏スタイルなどを取り入れた。1965年8月初旬にバーズとビートルズ間での交流が始まり、同月下旬にハリスンはデヴィッド・クロスビーと会話をし、その中でシタール奏者のラヴィ・シャンカルの名が挙がった。以降、ハリスンはインドの伝統音楽や古代のヒンドゥー教の教えへの関心を深めていき、1966年にはインドに渡ってシャンカルに師事してシタールの演奏を習得した。
曲中におけるギター・パートはDのポジションで演奏され、本作についてハリスンは「世の中にごまんとあるDコードスタイルの曲。少し指を動かせばあのフレーズになる」と語っている。フォークロック調の楽曲で、一部インドの伝統音楽の影響が見られる。なお、ハリスンはバースの「リムニーのベル」のリフに触発されて本作を書いており、ドラム・パートは同バンドの「シー・ドント・ケア・アバウト・タイム」から一部拝借している。歌詞について、ハリスンは「（翌年に妻となった）パティ・ボイドに向けたラブソングとして書いた」と語っている。

## レコーディング
アルバム『ラバー・ソウル』のレコーディング・セッションでは、プロデューサーのジョージ・マーティンが「『ラバー・ソウル』は、成長を続ける新しいビートルズを世界に向けて発表した初のアルバム」と評するように録音技術の革新が行われた。「恋をするなら」においては、『ラバー・ソウル』のためのセッションの最後にレコーディングされたレノン作の「ガール」と同様に、ギターのネックの中間ほどにカポタストをつけて演奏することで、楽曲により明るい印象を持たせた。
「恋をするなら」のレコーディングは、1965年10月16日にEMIレコーディング・スタジオで開始され、同日にリズムトラックが1テイクで録音された。本作のレコーディングでハリスンは、1965年製のリッケンバッカー・360/12を使用した。ポール・マッカートニーは、「レイン」をはじめとした1966年にレコーディングされた楽曲でも確認できるオスティナートを多用したベース・パートをリッケンバッカー・4001Sで弾いている。
10月18日にボーカルのオーバー・ダビングが行われた。間奏やエンディングで聞けるハーモニー部分では、マッカートニーが高音部、レノンが低音部を歌っている。同日のセッションでリンゴ・スターはタンバリンのパートを加えた。なお、本作のレコーディングに関して、「マーティンがハーモニウムを演奏した」とする文献も存在している。
10月25日にモノラル・ミックスが作成され、翌日にステレオ・ミックスが作成された。

## リリース・評価
「恋をするなら」は、1965年12月3日にパーロフォンから発売されたオリジナル・アルバム『ラバー・ソウル』のB面6曲目に収録された。アメリカで発売された『ラバー・ソウル』では、当時の慣習により収録内容が変更されたことにより未収録となり、翌年6月に発売されたキャピトル編集盤『イエスタデイ・アンド・トゥデイ』に収録された。本作は、ハリスンがこれまでに書いた楽曲の中で最高の楽曲とされ、オールミュージックのリッチー・アンターバーガーは本作と「嘘つき女」について「実に人々を奮い立たせる曲」と評し、『ニュー・ミュージカル・エクスプレス』誌のアレン・エヴァンスは「テンポの速いアップビーター」「繰り返し聞きたくなる楽曲」と評している。なお、マッカートニーは本作を「ハリスンがバンドのために初めて書いた“画期的”な曲」としている。
1965年12月に行なわれたイギリスツアー以降、カール・パーキンスのカバー曲「みんないい娘」に代わるハリスンのボーカル曲として演奏され、1966年に日本武道館で行われた来日コンサートでも演奏された。これにより、本作は1963年から1966年までのコンサート活動中に演奏された唯一のハリスンの作品となった。また、『ラバー・ソウル』に収録された楽曲で、ビートルズ時代のライブで演奏された2曲のうちの1つともなっている。ビートルズ解散後、ハリスンは1974年にシャンカルと共に行なったアメリカツアーや、1991年にエリック・クラプトンと共に行なった日本ツアーでも演奏している。
1995年11月にジュークボックス用に制作されたシングル盤『ノルウェーの森』のB面に収録された。また、本作はハリスンとEMIの契約が終了した1976年に発売されたコンピレーション・アルバム『ザ・ベスト・オブ・ジョージ・ハリスン』にも収録されている。

## クレジット
※出典
- ジョージ・ハリスン - ダブルトラックのリード・ボーカル、リードギター
- ジョン・レノン - ハーモニー・ボーカル、リズムギター
- ポール・マッカートニー - ハーモニー・ボーカル、ベース
- リンゴ・スター - ドラム、タンバリン
- ジョージ・マーティン - ハーモニウム
- ノーマン・スミス - エンジニア

## カバー・バージョン

### ホリーズによるカバー
1965年10月下旬、ジョージ・マーティンから「恋をするなら」のデモ音源を受け取ったロン・リチャーズは、そのデモ音源をホリーズに提出した。当時発売されていたホリーズのシングル曲の多くは外部のソングライターによって書かれていたが、ビートルズのメンバーの故郷であるリヴァプールとホリーズのメンバーの故郷であるマンチェスターが古くから対立関係にあったことから、バンド内ではビートルズの楽曲をカバーするか否かで意見が分かれていた。その後、11月17日に3テイクでレコーディングが行われ、ビートルズ・バージョンが収録された『ラバー・ソウル』と同じ日にパーロフォンよりシングル盤として発売された。
ホリーズによるカバー・バージョンは、全英シングルチャートで最高位20位を記録し、ハリスンが作詞作曲した楽曲がチャートインした初の例となった。しかしながら、当時のホリーズのシングル作品では最もチャート成績が芳しくない作品の1つとなった。ハリスンは、ホリーズの作品について「最悪」とし、「即席バンドのように呼吸が合っていない」と語っている。

### その他のアーティストによるカバー
- ステンドグラス（英語版） - 1966年にデビュー・シングルとして発売[52]。ステンドグラスによるカバー・バージョンについて、『ビルボード』誌は「印象的なデビュー作」「豪快で風変わりなバラード」と評している[53]。
- ザ・キングスメン（英語版） - 1966年にシングル盤として発売。キングスメンによるカバー・バージョンについて、作家のスチュアート・シェーやロバート・ロドリゲスは「ブリティッシュ・フォークに対する典型的なアメリカ人の返答」と評している[54]。
- ヒュー・マセケラ - 1966年にシングル盤として発売。
- クライアン・シェイムス - 1967年に発売されたアルバム『Sugar & Spice』に収録[55]。
- タイプ・オー・ネガティヴ - 1999年に発売されたアルバム『ワールド・カミング・ダウン』に収録。「デイ・トリッパー」や「アイ・ウォント・ユー」とのメドレー形式としてカバー[56]。
- エリック・クラプトン - 2002年11月にロイヤル・アルバート・ホールで開催されたハリスンの追悼コンサート「コンサート・フォー・ジョージ」で演奏[57]。
- ロジャー・マッギン - 2002年12月に発売されたトリビュート・アルバム『Songs From the Material World - A Tribute to George Harrison』のためにレコーディングされたが、最終的に同作には未収録となり、2004年4月に発売されたのアルバム『Limited Edition』に収録された[58]。
- ネリー・マッカイ（英語版） - 2005年に発売されたオムニバス盤『This Bird Has Flown: A 40th Anniversary Tribute to the Beatles' Rubber Soul』に収録。ラウンジ・ジャズ調のアレンジが施された[59]。
- ショー・オブ・ハンズ（英語版） - 2006年に発売されたオムニバス盤『Rubber Folk』に収録[60]。